# Manfredi Azzarita
Manfredi Azzarita (Venezia, 19 luglio 1912 – Roma, 24 marzo 1944) è stato un militare e partigiano italiano, vittima dell'eccidio delle Fosse Ardeatine, medaglia d'oro al valor militare alla memoria.
Capitano di complemento dell'Arma di cavalleria del Regio Esercito durante la seconda guerra mondiale, prese parte all'invasione della Jugoslavia. Dopo l'armistizio dell'8 settembre 1943 entrò nel Fronte Militare Clandestino, ma catturato dai tedeschi fu fucilato alle Fosse Ardeatine.

## Biografia
Nacque a Venezia il 19 luglio 1912, figlio del giornalista Leonardo e di Luigia De Prà. Compiuti gli studi medi nella sua città natale, si trasferì a Roma dove frequentò l’Istituto Marcantonio Colonna dei Fratelli cristiani d'Irlanda, prendendo parte anche alle attività dell’associazione interna di Azione Cattolica, e, successivamente, il liceo classico Liceo ginnasio statale Terenzio Mamiani. Grazie ad una borsa di studio ottenuta dal Ministero della Pubblica istruzione, ebbe la possibilità di trasferirsi negli  Stati Uniti per seguire le lezioni del prestigioso Bowdoin College di Brunswick (Maine). Nel 1932 si laureò in scienze politiche presso l'Università di Roma.
Ammesso a frequentare la Scuola Allievi Ufficiali di complemento di cavalleria di Pinerolo nel 1934, al termine del corso, nel dicembre di quello stesso anno, fu nominato sottotenente ed assegnato al 3º Reggimento "Savoia Cavalleria", per passare, il 1º luglio 1935, al 4º Reggimento "Genova Cavalleria", dove rimase fino al 31 gennaio 1936.
Richiamato in servizio il 12 dicembre 1940, dopo l'entrata in guerra dell'Italia, fu assegnato al 1º Gruppo Carri leggeri L.3/35 "San Giusto", partecipando alle operazioni in Jugoslavia e nei Balcani fino al novembre 1941.
Trasferito a Roma, presso lo Stato maggiore del Regio Esercito, l'8 gennaio 1942, compì numerose missioni all'estero, e fu promosso capitano il 1º gennaio 1943. Con la caduta del fascismo, il 25 luglio 1943, fu nominato addetto alla persona del generale inglese Adrian Carton de Wiart, prigioniero in Italia e grande invalido di guerra. Dopo la proclamazione dell'armistizio dell'8 settembre 1943 si trasferì a Roma, dove divenne uno tra i militari più attivi tra gli animatori della Resistenza romana e collaborò con il Fronte Militare Clandestino. Collegato al Comando della 5ª Armata americana, allacciò contatti con altre organizzazioni antifasciste clandestine operanti a Roma e col "governo del Sud", stabilendo un efficiente servizio di informazioni. 
In seguito ad un'informazione, strappata con la tortura dai tedeschi a un prigioniero, fu arrestato dalle SS il 18 marzo 1944 insieme all'avvocato capitano Giovanni Vercilio, al capitano Massimo Leonardi e al capitano Renato Villoresi, che faranno la sua stessa tragica fine, una settimana prima della strage delle Ardeatine. Rinchiuso nella prigione di via Tasso, nonostante le torture, l'ufficiale non parlò e fu messo a morte con altri 334 martiri il 24 marzo 1944. Gli fu conferita postuma la Medaglia d'oro al valor militare.
A Roma gli sono state dedicate una via e una piazza nel quartiere Tomba di Nerone.
Gli è stato dedicato inoltre il Liceo scientifico statale "M. Azzarita", situato in via Salvini, presso piazza delle Muse, in zona Parioli a Roma. Al valoroso ufficiale è stata intitolata anche una scuola media di Bari, dove il padre di Azzarita, direttore responsabile dell'ANSA dal 1947 al 1952, ha lavorato a lungo come apprezzato opinionista politico e capo della redazione romana del quotidiano "La Gazzetta del Mezzogiorno". A Riccione gli è stata dedicato uno dei piazzali sul lungomare. Ad Azzarita è inoltre dedicata una delle piazze più importanti di Bologna. Anche la città di Molfetta gli ha intitolato una via. A Roma gli è stato dedicato un liceo, nella zona Monte Mario.
A Venezia, presso la casa natale, Cannaregio civico n. 1548, c'è lapide commemorativa che riproduce la motivazione della Medaglia d'oro al valore militare che gli fu conferita alla memoria.